# Trinity (Revolution Renaissance)
Trinity è il terzo album del gruppo musicale power metal finlandese Revolution Renaissance, pubblicato il 24 settembre 2010.

## Tracce
1. Marching with the Fools – 5:07
2. Falling to Rise – 4:12
3. A Lot Like Me – 4:32
4. The World Doesn`t Get to Me – 4:24
5. Crossing the Rubicon – 5:18
6. Just Let It Rain – 4:34
7. So She Wears Black – 7:11
8. Dreamchild – 4:30
9. Trinity – 10:16
10. Frozen Winter Heart – 4:27

## Formazione
- Timo Tolkki - chitarra
- Gus Monsanto - voce
- Magnus Rosén - basso
- Bruno Agra - batteria
- Bob Katsionis - tastiere